# Nanotechnologie

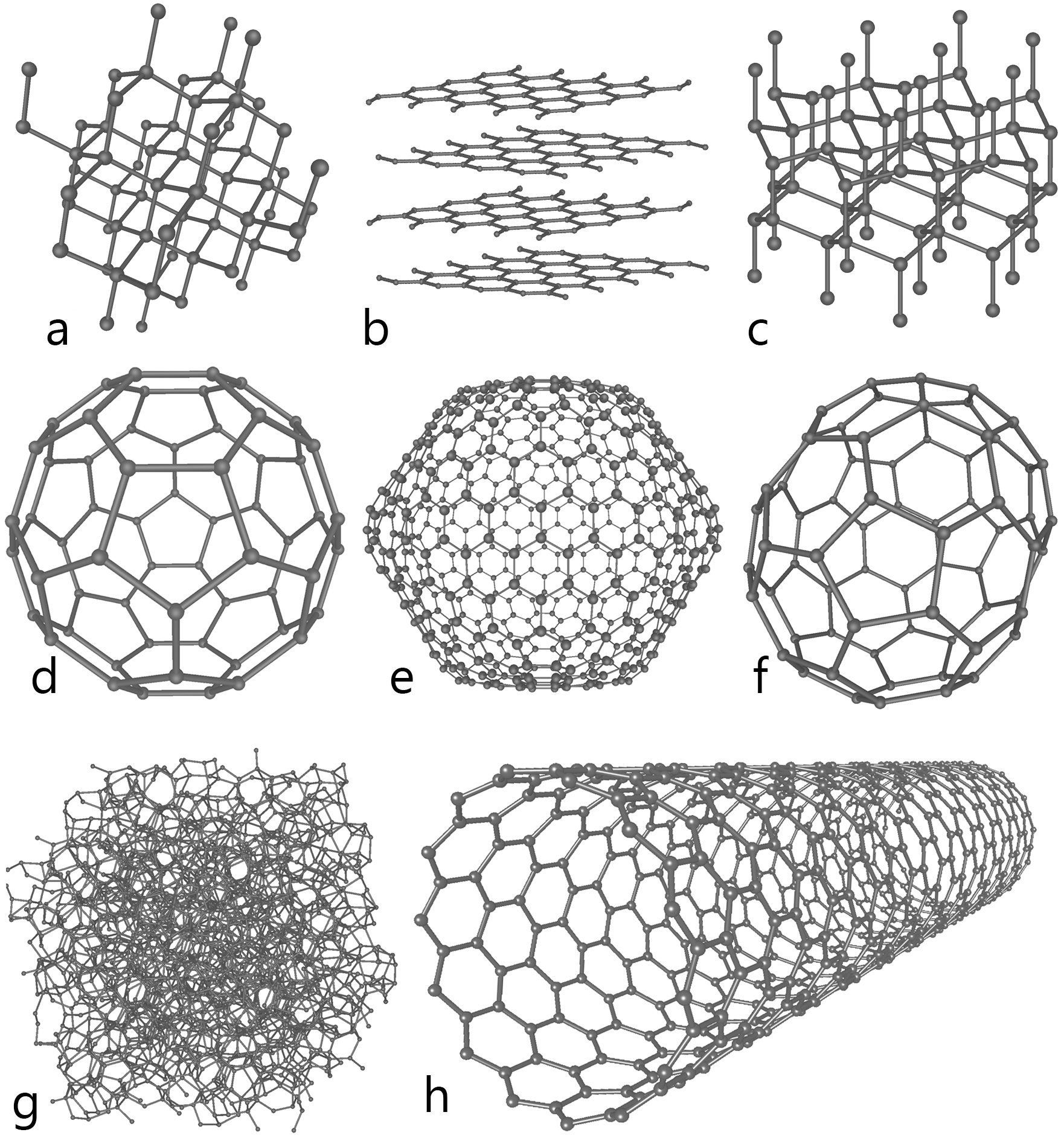
Voorbeelden van verschillende vormen van nanomaterialen uit koolstofatomen, zoals fullereen ofwel Buckyballs (d,e,f).

Nanotechnologie is de techniek die het mogelijk maakt te werken met deeltjes in de grootte-orde van nanometers (afkorting nm, een miljardste van een meter). Dit is een schaal van grootte die net boven die van atomen (0,060 nm tot 0,275 nm) en eenvoudige moleculen ligt. Een criterium is dat een structuur in op zijn minst één dimensie minder dan 100 nanometer groot is.
Veelgebruikte toepassingen van nanotechnologie zijn de emulsie van kleine deeltjes ('nanodeeltjes') titaniumoxide in verf- en vernissoorten, deeltjes in zonnebrandcreme, cosmetica, koolstof in geckotape (sterk plakband, principe bewezen, in ontwikkeling), zilver in voedselverpakking, kleding, verband, desinfectiemiddelen en huishoudapparatuur en cerium als katalysator bij verbranding.
De grote opslagcapaciteit van computergeheugens is tevens een toepassing van nanotechnologie. Een probleem van nanotechnologie is de mogelijke onbekende giftigheid van de nieuwe producten.

## Algemeen
De term werd breder bekend door de publicatie van Eric Drexlers boek The Engines of Creation: The coming era of nanotechnology uit 1986 dat voor het eerst voor een groter publiek dieper op de problemen en mogelijkheden inging. De natuurkundige Richard Feynman had al in 1959 op dit mogelijke vakgebied gewezen. Drexler introduceerde de moleculaire nanotechnologie en is voorstander van een techniek om nanoapparaten te bouwen vanuit atomaire bouwstenen door deze mechanisch in de gewenste volgorde te plaatsen. Het basisidee achter nanotechnologie is dus dat het mogelijk moet zijn, als de chemische samenstelling en het driedimensionale bouwplan van een stof bekend is, deze stof te maken door de juiste bouwstenen op de goede plaats samen te voegen.
De term "nanotechnologie" werd in 1974 door Norio Taniguchi van de Tokyo Science University gedefinieerd als: "Nanotechnologie bestaat vooral uit het bewerken, scheiden, vastleggen en vervormen van materialen door een atoom of molecuul te manipuleren".
Het betreft het bewerken van materie in de schaal tussen 0,1 en 100 nanometer door voorwerpen van een grotere schaal. Er zijn twee benaderingen: van onderaf (uit het atomaire gebied) en van bovenaf (uit het micrometergebied).
Aanvankelijk was het onderwerp niet bekend in Nederland. Daarom werd het project Nanopodium gestart. Dit is een initiatief van de onafhankelijke Commissie Maatschappelijke Dialoog Nanotechnologie. Het is een podium voor het uitwisselen van gedachten, meningen, ideeën en suggesties om met elkaar in gesprek te komen over kansen en bedreigingen van nanotechnologie voor individu en samenleving. Een van de projecten is het nanopanel.

## Geschiedenis
In feite is er al lang voor de uitvinding van de term aan het manipuleren van structuren in het nanometerbereik gedaan. Al in de negentiende eeuw kende men solen van goud die uit een suspensie van gouddeeltjes van deze grootte in water bestaan. Er bestond ook al een naam voor dit soort onderzoek: colloïdenchemie. Nu noemt men deze deeltjes goudnanopartikeltjes en is er zelfs een 'chemisch symbool' voor: AuNP (dat dus niet voor een 'goudstikstoffosfide' staat).
Ook polymeren kunnen vaak bogen op een structuur in het nanobereik. Semikristallijne polymeren hebben vaak lamellaire kristallieten met een dikte of twee soorten domeinen in dit groottebereik en het is deze fijnstructuur die grotendeels voor de begeerde eigenschappen verantwoordelijk is. Ook voor biopolymeren geldt iets dergelijks: eiwitmoleculen zijn ook voorwerpen in dit schaalbereik.
Andere materialen zoals metalen of zouten zijn in dit schaalbereik vaak vrij saai en er zijn thermodynamische redenen waarom materialen meestal evolueren naar een toestand van homogeniteit op een grotere schaal (micro- of millimeter). In het algemeen kan men zeggen dat er een mechanisme moet bestaan dat deze neiging tot 'klontering' tot grotere eenheden blokkeert. Anders kunnen nanostructuren niet stabiel zijn.
In zekere zin kunnen we eiwitmoleculen die bijvoorbeeld als katalysator optreden (enzymen) als een soort heel klein machientje beschouwen en de gedachte ligt voor de hand dat dit soort machientjes ook kunstmatig gemaakt zouden kunnen worden.
Dit idee werd al in 1959 geuit door de Amerikaanse natuurkundige en Nobelprijswinnaar Richard Feynman in zijn lezing There's plenty of room at the bottom. Met een geschikte "nanomachine" is het in theorie mogelijk om losse atomen of moleculen op een rij of in een bepaald patroon te plaatsen.

### De aftasttechnieken op basis van piëzo-elektrische elementen
Het idee om individuele atomen te kunnen verplaatsen kwam vooral voort uit de ontwikkeling van microscopische technieken waarbij een oppervlak wordt afgetast met een fijne naald zoals AFM en STM. Deze technieken danken hun bestaan aan de mogelijkheid bewegingen elektronisch op te leggen met een precisie van kleiner dan een atoom. Uiteraard is een computer daarbij onontbeerlijk. Het is hiermee mogelijk geworden atomen vrij direct 'zichtbaar' te maken en zelfs het oppervlak op atomaire schaal te 'beschrijven'.
Met behulp van scanning tunneling microscopy (STM) kunnen atomen en moleculen worden bestudeerd. Dit berust op het kwantummechanisch tunnelen van elektronen. Voordeel van deze techniek is de extreem hoge resolutie. Het nadeel is dat er geleidende monsters gebruikt moeten worden. Voor het aftasten van niet-geleidende oppervlakken kan gebruikgemaakt worden van een atoomkrachtmicroscoop. Bij deze methode betast een AFM-tip het monster. De tip zit vast aan een hefboom, waarvan de doorbuiging gemeten wordt met een laser.

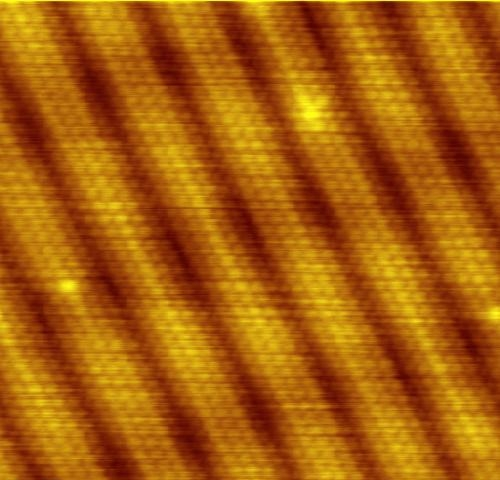
Afzonderlijke goudatomen zichtbaar gemaakt met scanning tunneling microscopy

Onderzoekers slaagden er in 1990 in, met behulp van STM, een aantal xenonatomen zodanig op een nikkelkristal te schikken dat ze samen de letters IBM vormden - het bedrijf waar de onderzoekers werkten.
Nanotechnologie begeeft zich daarmee op het snijvlak van natuurkunde en scheikunde en men streeft naar een samensmelting van scheikunde, biologie en techniek.
Aanvankelijk (1988 tot 2000) dacht men dat de beste aanpak om tot een werkende nanomachine te komen een mechanistische benadering zou zijn. De onderzoekers probeerden onderdelen uit de machinetechniek te maken zoals stangen, tandwielen en motortjes op nanoschaal. Met deze basisonderdelen zouden dan steeds ingewikkeldere constructies gemaakt worden.
In de periode 2000 tot 2004 zocht men het steeds meer in de biologische natuur. De onderzoekers keken hoe in de celstructuur van levende wezens en eencelligen de gang van zaken geregeld is en proberen deze technieken na te bootsen in eigen constructies.
In 2006 werd op dit vlak een doorbraak gerealiseerd door MIT-wetenschappers Paula Hammond, Yet-Ming Chiang en Belcher. Door genetische manipulatie wisten ze een virus genetisch te moduleren zodat dit virus door elektrisch geleidende moleculen uit zijn omgeving te gebruiken zichzelf wist om te bouwen tot een lithium-ionbatterij. Zo is nanotechnologie geëvolueerd tot een uitzonderlijk middel om materialen, systemen, gebruiksvoorwerpen in bijna alle denkbare sectoren (farmaceutica, burgerlijke bouwkunde, agro-bio, foodprocessing, ziekenzorg, automobielsector, transport, micro-elektronica, etc) te verbeteren op zowat alle vlakken: duurzaamheid, gewicht, reinheid.

## Toepassingen

### Medische techniek
Een veelbelovend toepassingsgebied is de medische industrie, want op moleculair niveau is de cel ook opgebouwd als een (zeer ingewikkelde) machine.
Het onderzoek spitst zich vooral toe op het gericht bezorgen van medicatie op die plekken in het lichaam waar deze het meest werkzaam is, in plaats van medicatie maar min of meer lukraak in het lichaam te brengen. Men zoekt daarvoor naar vectoren, nanostructuren die als voertuig kunnen dienen. Zo kan bijvoorbeeld AuNP, voorzien van een biochemische schutlaag, de cel en zelfs de kern ervan binnengesmokkeld worden. Ook uit een andere hoek van de colloïden zijn veelbelovende vorderingen te melden. Het is al lang bekend dat met zeepachtige moleculen (amfifiele moleculen) een soort blaasjes of zakjes (micellen) te maken zijn in het nanobereik. In zekere zin is de celmembraan van een cel een vergelijkbare structuur. Er is veel onderzoek naar het gebruik van dit soort structuren als een soort verpakking rond de moleculen van het medicijn.

### Materiaaltechniek
Men vermoedt voorts ook praktische toepassing te vinden in de verdere miniaturisering van de elektronische chiptechnologie omdat de huidige fotolithografische technieken hun natuurkundige grenzen naderen. Verder vindt nanotechnologie ook zijn weg in tal van nieuwe materialen zoals coatings en vezels.
Nanotechnologie zou in de toekomst ook een 150.000 keer zo grote geheugencapaciteit van geheugenchips kunnen opleveren, door gebruik te maken van moleculaire schakelingen en op koolstof gebaseerde chips.
Koolstofvezels zijn waarschijnlijk een van de best gekende composietmaterialen. Door de koolstofbuisjes op nanoschaal te gaan produceren is men er o.a. in geslaagd om een filtersysteem te ontwikkelen voor drinkwaterzuivering waarbij men er, zonder chemicaliën te gebruiken, in slaagt om water te zuiveren van chemische vervuiling, organisch afval, proteïnen, DNA en zoverder. Nanobuizen kunnen als geleider worden gebruikt.

### Fotovoltaïsche cellen
Op het vlak van zonnecellen en energieopslag wordt gewerkt aan technologie in dit schaalbereik. Cellen die uit meerdere lagen bestaan (met een dikte in de orde van nanometers), ieder met hun eigen bandgap, hebben de hoogste rendementen en het is ook mogelijk cellen uiterst dun te maken zodat ze in de vorm van een folie toegepast kunnen worden. Deze ontwikkelingen zijn veelbelovend omdat zij de toepassing van de technologie goedkoper kunnen maken.

### Foto-elektrochemie
Sedert 2004 commercialiseren een aantal fabrikanten in verschillende delen van de wereld vrij eenvoudige systemen en producten die stilaan inburgering vinden in ons dagelijks leven. Zo heeft een Amerikaanse spin-off van een aantal universiteiten een serie nanogemodificeerde coatings gelanceerd. Deze 'verven' op acrylaatbasis tonen uitzonderlijke eigenschappen op het vlak van corrosiebescherming, het voorkomen en behandelen van fungi (schimmels) maar ook mossen, algen etc. én thermische isolatie. Deze coating heeft vrij snel wereldwijd toepassing gevonden als oplossing voor het CUI-fenomeen (corrosie onder isolatie), voornamelijk in HVAC-conductors, pijpleidingen, tankisolatie maar ook in privéwoningen. Het blijkt inderdaad dat met de nanotechnologie ultradunne coatings met uitzonderlijke thermisch isolerende eigenschappen kunnen worden gerealiseerd.
In Azië (China, Taiwan) hebben een aantal producenten vloeistoffen en coatingsystemen ontwikkeld op basis van TiO2 (titaandioxide) met nanodeeltjes. Deze TiO2-deklagen hebben uitzonderlijke eigenschappen op het gebied van hydrofobie, uv-bescherming en vervuiling. Door hun fotokatalytische eigenschappen zijn ze zelfreinigend en luchtfilterend. De omgevingslucht die in aanraking komt met aldus behandelde oppervlakken (ruiten, voertuigen, wanden, straten, etc.) wordt gezuiverd van fijn stof, roet, bacteriën (denk aan MRSA), schimmels. Door opslag van uv in de coating worden de moleculen die met de TiO2-coating in aanraking komen door ionisatie ontbonden en omgezet in onschadelijke stoffen. Op dit moment lopen testen in Groot-Brittannië met coatings op de stoepen van straten en op de banken van de Londense taxi's om de lucht schoner en gezonder te maken.
Dit type coatings, eventueel in combinatie met ultra dunne SiO2-coatings worden reeds op productieniveau toegepast op vlak glas en autoruiten. Zowel de isolerende hydro-NM-oxide-coatings als de TiO2-reinigingsvloeistoffen en coatings zijn echter eveneens verkrijgbaar voor particulier- en professioneel gebruik op de consumentenmarkt. Van de TiO2-coatings wordt verwacht dat ze in belangrijke mate oplossingen gaan bieden ter bestrijding van fijn stof en organische vervuiling.

### Biomoleculen en bio-geïnspireerde toepassingen
Dankzij nanotechnologie kunnen de materialen en werkingsprincipes van biologische systemen (zoals cellen) doorgrond worden. Op basis hiervan kunnen nieuwe materialen en micro-elektronische schakelingen ontworpen en gebouwd worden of biomoleculen gebruikt worden voor technologische toepassingen. Voorbeeld hiervan is het onderzoek naar biozonnecellen geïnspireerd door hoe planten energie van de zon omzetten.

### Voedsel
In de voedselindustrie wordt overal ter wereld onderzocht hoe de kwaliteit van voedselproducten met behulp van nanotechnologie kan worden beïnvloed ten aanzien van bijvoorbeeld de houdbaarheid, smaak, geur, kleur en vloeibaarheid. Nanovoedselproducten worden ook hier en daar al op de markt gebracht, zonder dat de veiligheidsrisico's zijn vastgesteld. Enkele voorbeelden: in de Verenigde Staten worden groenten en fruit uit Centraal-Amerika en Zuid-Amerika geïmporteerd waarop een nanolaag is gespoten, zodat de producten langer op de schappen kunnen liggen. In Engeland werden in saladedressings, sauzen, cake, muffins en pannenkoek-mixen nanodeeltjes aangetroffen. Ook wordt hier en daar nanoverpakkingsmateriaal voor voedsel gebruikt. Zo'n twintig van de grootste voedselmultinationals hebben nanolaboratoriums of contracten met universiteiten voor onderzoek, waaronder Nestlé, Campbell Soup en Sara Lee Corporation. Unilever werkt aan nano-ijs met een lager vetgehalte, maar met dezelfde textuur en smaak als gewoon ijs. Er is weinig transparantie in wat de bedrijven doen en onderzoeken naar de veiligheid worden, vanwege de hoge kosten, niet of nauwelijks verricht.

### Chemie en energietechniek
Nanokatalysatoren hebben de potentie voor een zeer hoge activiteit en selectiviteit. Hun specifiek oppervlak dat beschikbaar is voor chemische reacties is nog veel groter dan dat van conventionele katalysatoren. Daardoor kunnen ze de prestaties verbeteren van bestaande chemische processen en industriële processen voor energieopwekking en de exploitatie mogelijk maken van nieuwe, goedkopere alternatieve energiebronnen.

### Milieutechniek
Nanotechnologie kan gebruikt worden voor de in situ zuivering van bodem of grondwater. Nanopartikels, bijvoorbeeld nanobuizen van zerovalent ijzer kunnen de omzetting van organische of anorganische verontreinigende stoffen naar minder of niet-schadelijke verbindingen in de bodem en in het grondwater katalyseren. Ze kunnen ook de polluenten absorberen.

### Polymeren
Nanodeeltjes in polymeren, kunnen de eigenschappen van polymeren aanzienlijk verbeteren. Dit leidt onder andere tot materiaalbesparing. Huidig toepassingsgebied van nanodeeltjes in polymeren zijn coatings, composieten en constructies.

## Kritiek
Aan het einde van de vorige eeuw werd nanotechnologie bij een groter publiek bekend. In het tijdschrift Wired verscheen in april 2000 een artikel van Bill Joy "Why the future doesn’t need us". Hij is de chief scientist (chef wetenschap) bij Sun Microsystems. In het artikel wordt gewezen op de grote onzekerheden en onbekenden bij de nieuwe technieken nanotechnologie, gentechnologie en robottechnologie. Sindsdien zijn door wetenschappelijke instituten en NGO's vele studies en essays gepubliceerd met verschillende zienswijzen op de mogelijke gevolgen van nanotechnologie.
Vanuit Canada riep het wetenschappers verband ETC Group in 2003 op tot een moratorium op nanotechnologie vanwege de bevreesde, niet te overziene risico's. In juli 2004 riepen de Royal Society en de Royal Academy of Engineering op tot een strikte regulering. Hun publicatie was geschreven in opdracht van de Britse regering. Volgens studies van het Center for Biological and Environmental Nanotechnology (CBEN) en Rice University kunnen nanopartikelen in de voedselketen zich ophopen in organismen. De auteurs geven aan, dat dit weliswaar niet noodzakelijkerwijs schadelijk hoeft te zijn, maar dat men anderzijds in het verleden bij andere technologieën vaak te snel gedacht heeft dat deze onschadelijk zijn.
Roger Kasperson, risico-onderzoeker en directeur van het Milieu-instituut in Stockholm, ziet parallellen tussen de debatten rondom nanotechnologie en die aan het begin van het atoomtijdperk.

### Risico's en gevaren
- In 2004 verscheen het rapport Nanotechnologie. Kleine Teile – grosse Zukunft van de herverzekeraar Swiss Re. Daarin wordt de vrees geuit dat nanotubes soortgelijke uitwerkingen op de gezondheid kunnen hebben als asbestvezels. Verzekeraars wordt aangeraden terughoudend te zijn bij het verzekeren van de risico's van nanotechnologie en om de verzekeringsbranche te beschermen door een maximaal te vergoeden schade vast te stellen.[9]
- Juni 2005 publiceerde de Allianz Versicherungs-AG een studie waarin opgeroepen wordt tot longitudinaal onderzoek en internationale standaarden om schade voor de gezondheid en de economie te vermijden en in te schatten.[10]
- In maart 2006 werden twee schoonmaakmiddelen in sproeivorm van de markt genomen nadat gebruikers deels ernstige gezondheidsproblemen hadden gekregen. Een van de producten bleek overigens bij nader inzien geen nanodeeltjes te bevatten, het woord nano was in de productnaam gebruikt om de flinterdunne restfilm van het product aan te duiden die achterblijft op het te reinigen oppervlak.
- Op 8 april 2006 verscheen in de Washington Post een artikel met de titel Nanotech Raises Worker-Safety Questions[11], waarin gesteld wordt dat uit in-vitro- en dierexperimenten blijkt dat nanodeeltjes veel giftiger kunnen zijn dan grotere deeltjes uit dezelfde stof. Geklaagd wordt dat de regeringsadviseurs niet weten hoe en wat ze moeten onderzoeken, terwijl in de industrie ongeremd en zonder veiligheidsvoorschriften verder gewerkt wordt.
- Op 27 april 2006 bracht de Gezondheidsraad een publicatie uit waarin wordt gesteld dat dezelfde eigenschappen die nanodeeltjes vanuit technologisch oogpunt zo interessant maken, zoals een hoge reactiviteit en het vermogen om barrières te passeren, hen ook gevaarlijk kunnen maken voor de mens of het milieu. Er wordt geadviseerd om toxicologische eigenschappen van slecht oplosbare en moeilijk afbreekbare, synthetische nanodeeltjes goed te onderzoeken alvorens ze massaal in productie te nemen en op de markt te brengen.
- Op de jaarlijkse bijeenkomst van de American Association for Cancer Research in april 2007 werd een onderzoek van de University of Massachusetts gepresenteerd dat laat zien dat nanodeeltjes in lichaamscellen het DNA kunnen beschadigen en kanker kunnen veroorzaken. De onderzoekers bevelen grootste voorzichtigheid aan bij de productie van nanodeeltjes en maatregelen om te voorkomen dat deze ongecontroleerd in het milieu kunnen geraken.
- Op 1 januari 2008 is vereniging Leefmilieu gestart met het project Nanodeeltjes en hun onbekende effecten voor mens en milieu. Doel van het project is het debat over nanotechnologie in Nederland op gang te brengen.
- Friends of the Earth Europe publiceren in maart 2008 het rapport Out of the laboratory and on to our plates. Nanotechnology in food and agriculture, Friends of the Earth Report, waarin wordt gewezen op de toepassingen van nanodeeltjes, waarvan onduidelijk is of deze veilig zijn, in voedsel.
- Een artikel van onderzoekers van de universiteit van Wageningen en de EMPA (Eidgenössische Materialprüfungs- und Forschungsanstalt, de „Zwitserse TNO”) veronderstelt op basis van modellen en literatuuronderzoek, dat de concentratie van kunstmatige koolstof-nanodeeltjes verwaarloosbaar zal zijn ten opzichte van de in de natuur voorkomende koolstof-nanodeeltjes (roet) in sedimenten. Zij schatten het gevaar van dit soort deeltjes vooralsnog als gering in.[12]
- Een artikel van de vereniging Leefmilieu gepubliceerd in het achtergrondrapport ten behoeve van het symposium Signalen uit de Samenleving.[13]
- Op 27 juni 2011 publiceerden Zwitserse wetenschappers een artikel over koolstof nanobuisjes en algen.[14] Conclusie was dat de nanobuisjes niet giftig zijn voor algen, maar zij ontdekten ook dat nanobuisjes aan elkaar klonteren waardoor licht minder gemakkelijk in het water door kan dringen. Algen hebben licht nodig om te groeien en worden door de aanwezigheid van nanobuisjes hierin belemmerd.[15]

### Maatschappelijke dialoog
Om de maatschappelijke en ethische aspecten in kaart te brengen heeft de Nederlandse regering op 31 maart 2009 de Commissie Maatschappelijke Dialoog Nanotechnologie in het leven geroepen. Het is een onafhankelijke commissie van experts met als voorzitter prof. dr. Peter Nijkamp.
De commissie publiceerde in 2011 haar bevindingen
en meldde in de samenvatting van haar rapport, dat de Nederlandse burgers genuanceerd over nanotechnologie denken en vooral goed geïnformeerd willen worden over het gebruik en de risico's ervan.

## Meer informatie

### Engelstalig
- Nano's Big Future by Jennifer Kahn, from National Geographic, June 2006.
- Geoffrey Hunt en Michael Mehta (2006), Nanotechnology: Risk, Ethics and Law. London: Earthscan Books.
- Hari Singh Nalwa (2004), Encyclopedia of Nanoscience and Nanotechnology (10-Volume Set), American Scientific Publishers. ISBN 1-58883-001-2
- Michael Rieth and Wolfram Schommers (2006), Handbook of Theoretical and Computational Nanotechnology (10-Volume Set), American Scientific Publishers. ISBN 1-58883-042-X
- Yuliang Zhao and Hari Singh Nalwa (2007), Nanotoxicology, American Scientific Publishers. ISBN 1-58883-088-8
- Hari Singh Nalwa and Thomas Webster (2007), Cancer Nanotechnology, American Scientific Publishers. ISBN 1-58883-071-3
- David M. Berube 2006. Nano-hype: The Truth Behind the Nanotechnology Buzz. Prometheus Books. ISBN 1-59102-351-3
- Richard A. L. Jones (2004), Soft Machines, Oxford University Press, Oxford, United Kingdom. ISBN 0-19-852855-8
- Akhlesh Lakhtakia (ed) (2004), The Handbook of Nanotechnology. Nanometer Structures: Theory, Modeling, and Simulation. SPIE Press, Bellingham, WA, USA. ISBN 0-8194-5186-X
- Fei Wang & Akhlesh Lakhtakia (eds) (2006), Selected Papers on Nanotechnology—Theory & Modeling (Milestone Volume 182), SPIE Press, Bellingham, WA, USA. ISBN 0-8194-6354-X
- G. Ali Mansoori, Principles of Nanotechnology, World Scientific Pub. Co., 2005. https://web.archive.org/web/20080204185506/http://www.worldscibooks.com/nanosci/5749.html
- Roger Smith, Nanotechnology: A Brief Technology Analysis, CTOnet.org, 2004. PDF
- Arius Tolstoshev, Nanotechnology: Assessing the Environmental Risks for Australia, Earth Policy Centre, September 2006. PDF
- Friends of the Earth, "Nanotechnology, sunscreens and cosmetics: Small ingredients, big risks", 2006. https://web.archive.org/web/20070927193440/http://nano.foe.org.au/node/125
- Fritz Allhoff, Patrick Lin, James Moor, and John Weckert (editors) (2007), Nanoethics: The Ethical and Societal Implications of Nanotechnology, John Wiley & Sons, Hoboken, NJ, USA, ISBN 978-0-470-08417-5. https://web.archive.org/web/20160127190803/http://www.wiley.com/WileyCDA/WileyTitle/productCd-0470084170.html http://www.nanoethics.org/wiley.html
- Kurzweil, Ray. (2001, March). "Promise and Peril - The Deeply Intertwined Poles of 21st Century Technology," Communications of the ACM, Vol. 44, Issue 3, pp. 88–91.
- Ramsden, Jeremy. (2009, February). "Nanotechnology", Bookboon publishing, ISBN 978-87-7681-418-2.
- Mark R. Wiesner and Jean-Yves Bottero (2007), Environmental Nanotechnology : Applications and Impacts of Nanomaterials, Mc Graw Hill, New York, ISBN 978-0-07-147750-5
- N. Taniguchi (1974), On the Basic Concept of 'Nano-Technology', Proc. Intl. Conf. Prod. Eng. Tokyo, Part II, Japan Society of Precision Engineering

### Franstalig
- Dominique Luzeaux et Thierry Puig (2007), À la conquête du nanomonde. Nanotechnologies et microsystèmes, Éditions du Félin. ISBN 978-2-86645-643-6
- "Le risque inouï des nanotechnologies", par Jean-Pierre Dupuy, polytechnicien, ingénieur du corps des Mines et professeur à Stanford, L'Écologiste no 10, juin 2003, p. 70-72 L'un des articles clefs du premier dossier critique de la presse française sur les nanotechnologies.
- Jean-Baptiste Waldner (2006), Nano-informatique et Intelligence Ambiante, Hermes Science, London, ISBN 2-7462-1516-0
- Mark Ratner, Daniel Ratner (2003), Nanotechnologies - La révolution de demain, ISBN 2-7440-1604-7
- Michel Wautelet (2003), Les nanotechnologies, ISBN 2-10-007954-9
- Jean-Louis Pautrat (2002), conseiller en communication de Minatec, Demain le nanomonde : Voyage au cœur du minuscule, ISBN 2-213-61336-2
- Eric Drexler (1986), Engins de création, ISBN 2-7117-4853-7

### Duitstalig
- Georg Erber, Große Potentiale der Nanotechnologie in Deutschland; Wochenbericht des DIW Berlin, Nr. 25/2007, Vol.74, 20. Juni 2007, 393–396.
- T. Shelley: Nanotechnologie. Neue Möglichkeiten, Neue Gefahren; Übersetzung: U. Seith; Parthas-Verlag, Berlin, 2007; ISBN 978-3-86601-720-7
- Vlad Georgescu, Marita Vollborn: Nanobiotechnologie als Wirtschaftskraft; Sep 2002; Campus Verlag; ISBN 3-593-36926-5
- G. Schmid (Ed.): Nanoparticles – From Theory to Application; Dez 2003; Wiley-VCH; ISBN 3-527-30507-6
- H. Paschen u. a.: Nanotechnologie – Forschung, Entwicklung, Anwendung; Springer-Verlag 2004; ISBN 3-540-21068-7
- Uwe Hartmann: Faszination Nanotechnologie. Spektrum Akademischer Verlag. 2005. ISBN 3-8274-1658-2
- K. Eric Drexler: Nanosystems (Kapitel 1 u. 2, HTML)
- K. Eric Drexler: Engines of Creation
- K. Eric Drexler: Unbounding the Future
- Robert A. Freitas: Nanomedicine (Vol. I als HTML)
- Douglas Mulhall: Our Molecular Future
- Nadrian C. Seeman: Karriere für die Doppelhelix, Spektrum der Wissenschaft, Januar 2005
- Bundestagsdrucksache „Stand und Entwicklung der Nanotechnologie in Deutschland“, BT-Drs. 14/5443 vom 28. Februar 2001
- Büro für Technikfolgen-Abschätzung beim Deutschen Bundestag (TAB) „Technikfolgenabschätzung Nanotechnologie“, BT-Drs. 15/2713 vom 15. März 2004
- Nanofair 2004 New Ideas for Industry – International Symposium
- Niels Boeing: Nano ?! – Die Technik des 21. Jahrhunderts; 2004; ISBN 3-87134-488-5
- Niels Boeing: Die Risiken der Nanotechnik. Vorschlag für eine Klassifizierung in drei Risikoklassen., 22. Chaos Communication Congress, 29. Dezember 2005.
- Greenpeace: Future technologies, today’s choices Nanotechnology, Artificial Intelligence and Robotics: A technical, political and institutional map of emerging technologies, London 2003.
- Ferdinand Muggenthaler: Nanophysik und Nanoethik, Dossier, Jungle World 17. Dezember 2003
- The Royal Society: Nanoscience and nanotechnologies: opportunities and uncertainties. 2004.
- Jean-Baptiste Waldner, Nanocomputers & Swarm Intelligence, ISTE, London, 2007, ISBN 1-84704-002-0
- Nordmann, A., Schummer, J., Schwarz, A. (Hg.): Nanotechnologien im Kontext. Philosophische, ethische und gesellschaftliche Perspektiven. Berlin 2006 (Sammelband mit 22 dt. Beiträgen) ISBN 3-89838-074-2
- J. Kahn: Nanotechnologie. Miniroboter im Einsatz gegen Krebs, extrem kleine Datenspeicher: Wie neue Forschung unser Leben verändert, in: National Geographic Deutschland Juni 2006, S. 132–153
- Jürgen Nakott: Markt ohne Grenzen. Wir sind längst von Nanopartikeln umgeben – Das Risiko kennt noch niemand, in: National Geographic Deutschland Juni 2006, S. 154–157
- Joseph Kennedy: Nanotechnology: The Future is Coming Sooner Than You Think, Joint Economic Committee, United States Congress, March 2007
- Petra Schaper-Rinkel: Governance von Zukunftsversprechen: Zur politischen Ökonomie der Nanotechnologie POKLA Heft 145, 36 (2006) 4, 473–496.